# Svojmír Mikulík

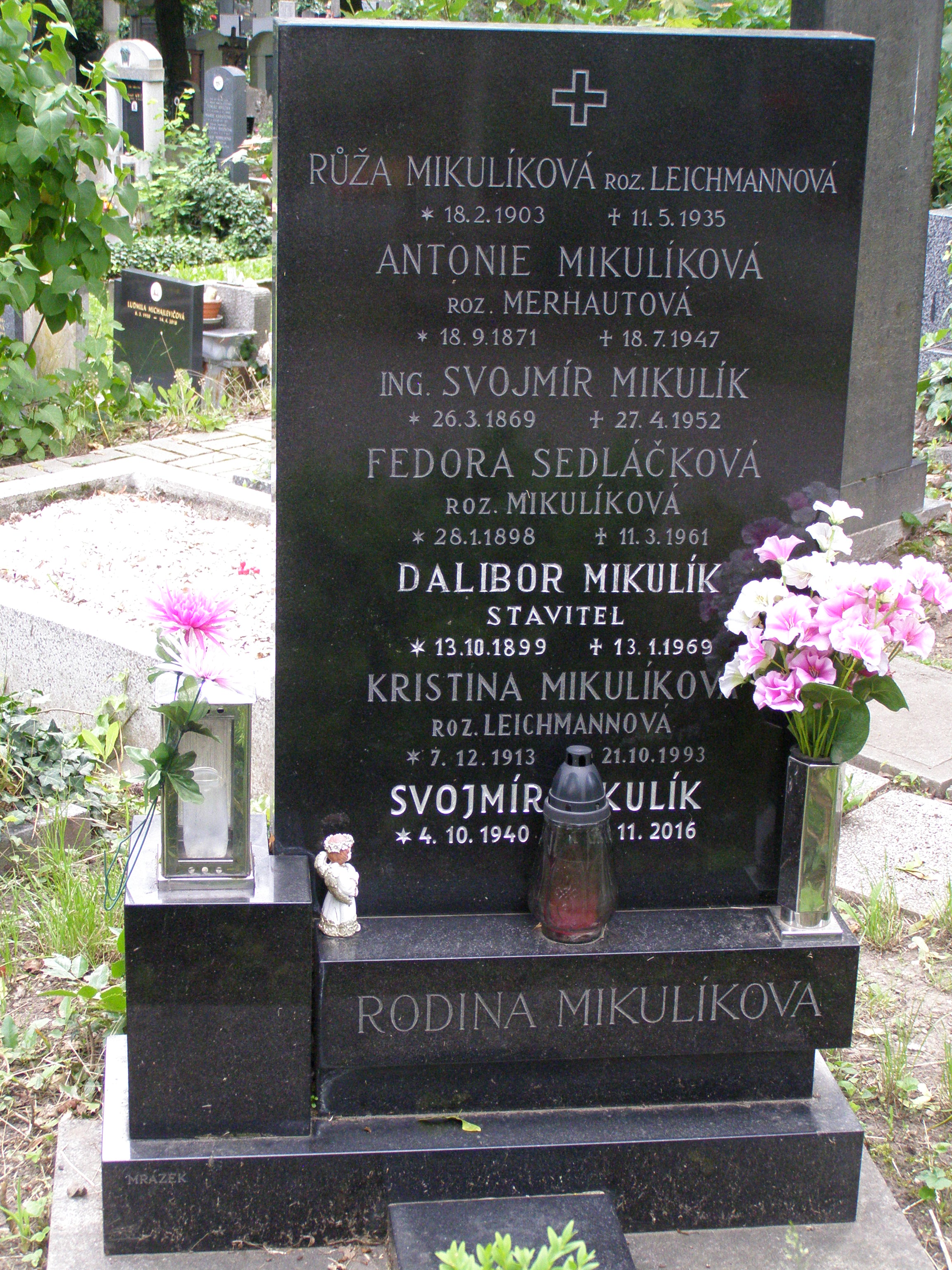
Hrob na hřbitově Malvazinky v Praze

Svojmír Mikulík (26. března 1869 Klabava – 27. dubna 1952 Praha) byl český strojní inženýr, překladatel z němčiny, odborný publicista a tvůrce českého těsnopisu.

## Život
Narodil se Janu Mikulíkovi a Marii roz. Bauerové v Klabavě č.p. 31. Absolvoval reálku v Plzni, po maturitě nastoupil ke studiu strojního inženýrství na české technice v Praze, kde získal titul inženýr. Posléze přesídlil do Prahy, kde pak pracoval též jako úředník.
Soustavně se zajímal o těsnopis, svůj odborný zájem prohloubil a vytvořil vlastní těsnopisnou soustavu. Působil jako člen Vědeckého sboru těsnopisného. V období po vzniku Československa se pak ve své práci spojil s pedagogem Aloisem Heroutem, který roku 1919 představil svůj Nový těsnopis český. Oba se rozhodli své systémy propojit a výsledkem byla soustava ještě jednodušší a přesnější – Původní rychlopis českosloveský. Heroutova - Mikulíkova těsnopisná soustava byla 23. dubna 1921 Ministrem školství a národní osvěty schválena a následně zavedena do škol místo dosavadního převodu soustavy Gabelsbergrovy. Během několika let byla soustava přeložena do několika jazyků a jen s malými změnami se používá dodnes.
Vedle toho se Mikulík zabýval také vydáváním odborné literatury v oboru strojnictví, mj. sestavil Strojnický slovník česko-německý.
Zemřel v Praze 27. dubna 1952. Pohřben byl na hřbitově Malvazinky.